# 埃奇伍德 (伊利諾伊州布恩縣)
埃奇伍德（英語：Edgewood）是位於美國伊利諾伊州布恩縣的一個非建制地區。該地的面積和人口皆未知。

## 地理
埃奇伍德的座標為42°14′28″N 88°55′15″W / 42.24111°N 88.92083°W，而該地的平均海拔高度為230米（即755英尺）。